# ワシントン郡 (アーカンソー州)
ワシントン郡（ワシントンぐん、英: Washington County）は、アメリカ合衆国アーカンソー州に属する郡である。人口は24万5871人（2020年）。郡庁所在地はフェイエットビルである。この郡は1828年に創立され、初代アメリカ合衆国大統領ジョージ・ワシントンの名を取って命名された。

## 地理
アメリカ合衆国統計局によると、この郡は総面積2,476km2 (956mi2) である。このうち2,460km2 (950mi2) が陸地、16km2 (6mi2) が水域で、総面積の0.66%が水地域となっている。

### 隣接する郡
- ベントン郡 (北)
- マディソン郡 (東)
- クロウフォード郡 (南)
- オクラホマ州アデア郡 (西)

## 人口動静

2000年国勢調査に基づくワシントン郡の人口ピラミッド

2000年国勢調査で、この郡は人口157,715人、60,151世帯、及び39,459家族が暮らしている。人口密度は64/km2 (166/mi2) である。26/km2 (68/mi2) の平均的な密度に64,330軒の住居が建っている。この郡の人種的構成は白人88.00%、アフリカン・アメリカン2.24%、先住民1.25%、アジア1.54%、太平洋諸島系0.53%、その他の人種4.26%、及び混血2.17%である。人口の8.20%がヒスパニックまたはラテン系である。

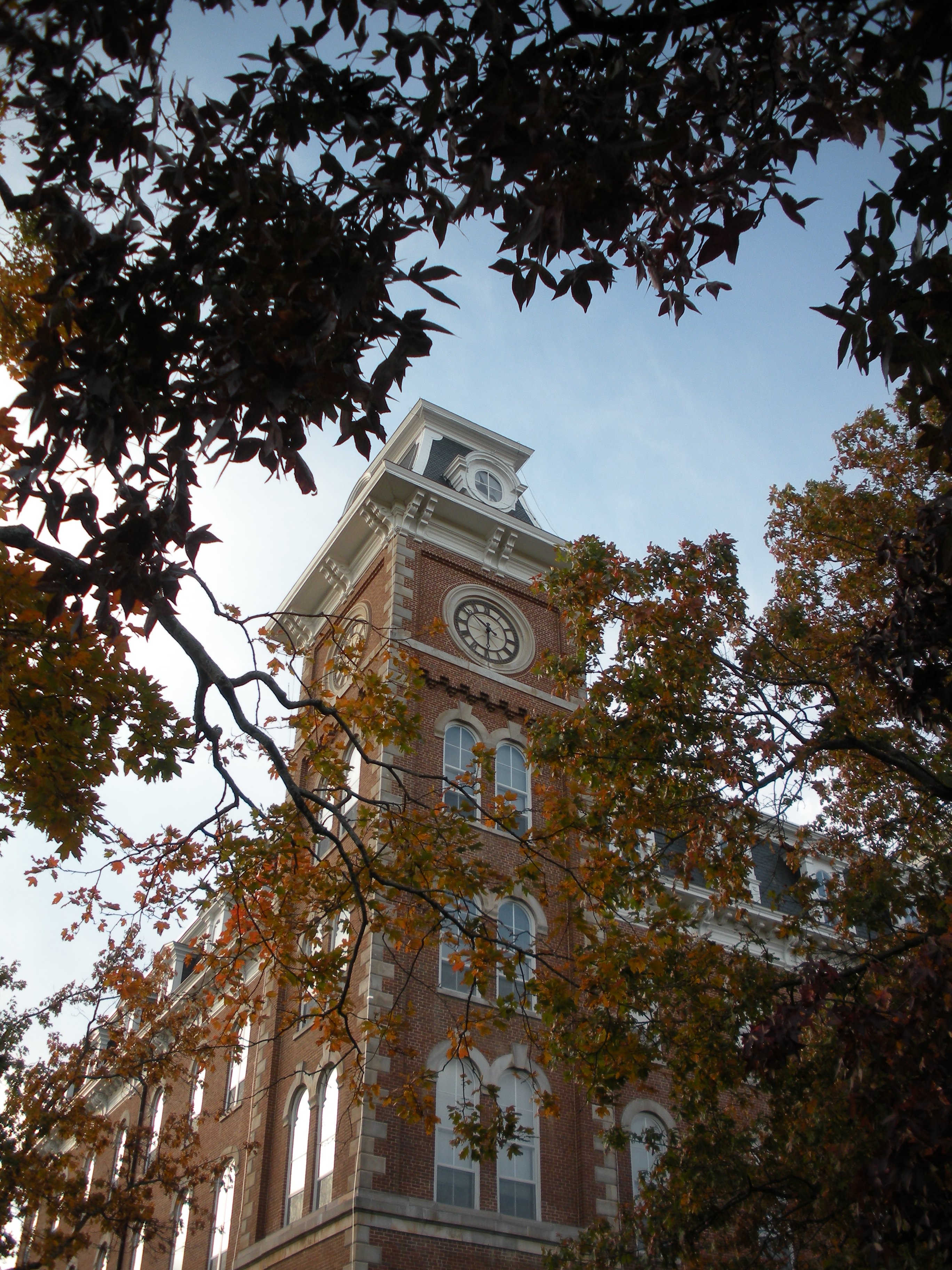
アーカンソー大学

この郡内の住民は25.00%が18歳未満の未成年、18歳以上24歳以下が15.30%、25歳以上44歳以下が30.20%、45歳以上64歳以下が19.50%、及び65歳以上が9.90%にわたっている。中央値年齢は31歳である。女性100人ごとに対して男性は100.40人である。18歳以上の女性100人ごとに対して男性は98.70人である。
この郡の世帯ごとの平均的な収入は34,691米ドルであり、家族ごとの平均的な収入は42,795米ドルである。男性は29,428米ドルに対して女性は21,769米ドルの平均的な収入がある。この郡の一人当たりの収入 (per capita income) は17,347米ドルである。人口の14.60%及び家族の9.40%は貧困線以下である。全人口のうち18歳未満の16.50%及び65歳以上の10.20%は貧困線以下の生活を送っている。

## 都市及び町
- フェイエットビル（郡庁所在地）
- スプリングデール
- グリーンランド
- ジョンソン
- リンカーン
- ウエストフォーク
- Elkins
- Farmington
- Goshen
- Prairie Grove
- Tontitown
- Winslow